# Пономарьовка (Бірський район)
Пономарьо́вка (рос. Пономарёвка, башк. Пономаревка) — село у складі Бірського району Башкортостану, Росія. Входить до складу Бірського міського поселення.
Населення — 1852 особи (2010; 1651 у 2002).
Національний склад:
- росіяни — 65 %